# 蘇格維爾 (伊利諾伊州)
蘇格維爾（英語：Sugarville）是位於美國伊利諾伊州富爾頓縣的一個鬼鎮。由於此地已於19世紀被荒廢，本地已無人居住。

## 地理
蘇格維爾的座標為40°33′38″N 90°07′22″W / 40.56056°N 90.12278°W，而該地的平均海拔高度為186米（即610英尺）。